# Swedish Open
A  Swedish Open   minden év júliusában megrendezett tenisztorna férfiak és nők számára a svédországi Båstadban.
A férfiak versenyének neve jelenleg SkiStar Swedish Open, s az ATP 250 Series része. Az összdíjazás 410 175 euró. Az egyéni főtáblán 28 játékos vehet részt, az első négy kiemelt a második körben lép először pályára. A torna 2002 és 2011 között egymás után tíz alkalommal nyerte el az év legjobb ATP 250 Series tornája címet a teniszezők szavazatai alapján.
A 2009–2017 között rendezett női verseny neve Swedish Open volt, és a WTA International tornák közé tartozott. Az egyéni főtáblán 32 játékos vehetett részt. Az összdíjazás 220 000 amerikai dollár volt. A mérkőzéseket szabadtéren, vörös salakon játszották. Helyét a WTA versenynaptárában a 2018-as szezontól a Moscow Open vette át. 2019-től a női verseny a WTA 125K versenysorozat része lett.

## Döntők

### Férfi egyes (1969-től)
| Év   | Győztes                          | Ellenfél a döntőben              | Eredmény a döntőben              |
| ---- | -------------------------------- | -------------------------------- | -------------------------------- |
| 2024 | Nuno Borges                      | Rafael Nadal                     | 6–3, 6–2                         |
| 2023 | Andrej Rubljov                   | Casper Ruud                      | 7–6(3), 6–0                      |
| 2022 | Francisco Cerúndolo              | Sebastián Báez                   | 7–6(4), 6–2                      |
| 2021 | Casper Ruud                      | Federico Coria                   | 6–3, 6–3                         |
| 2020 | Elmaradt a Covid19-járvány miatt | Elmaradt a Covid19-járvány miatt | Elmaradt a Covid19-járvány miatt |
| 2019 | Nicolás Jarry                    | Juan Ignacio Lodero              | 7–6(7), 6–4                      |
| 2018 | Fabio Fognini                    | Richard Gasquet                  | 6–3, 3–6, 6–1                    |
| 2017 | David Ferrer                     | Olekszandr Dolhopolov            | 6–4, 6–4                         |
| 2016 | Albert Ramos-Viñolas             | Fernando Verdasco                | 6–3, 6–4                         |
| 2015 | Benoît Paire                     | Tommy Robredo                    | 7–6(7), 6–3                      |
| 2014 | Pablo Cuevas                     | João Sousa                       | 6–2, 6–1                         |
| 2013 | Carlos Berlocq                   | Fernando Verdasco                | 7–5, 6–1                         |
| 2012 | David Ferrer                     | Nicolás Almagro                  | 6–2, 6–2                         |
| 2011 | Robin Söderling                  | David Ferrer                     | 6–2, 6–2                         |
| 2010 | Nicolás Almagro                  | Robin Söderling                  | 7–5, 3–6, 6–2                    |
| 2009 | Robin Söderling                  | Juan Mónaco                      | 6–3, 7–6(4)                      |
| 2008 | Tommy Robredo                    | Tomáš Berdych                    | 6–4, 6–1                         |
| 2007 | David Ferrer                     | Nicolás Almagro                  | 6–1, 6–2                         |
| 2006 | Tommy Robredo                    | Nyikolaj Davigyenko              | 6–2, 6–1                         |
| 2005 | Rafael Nadal                     | Tomáš Berdych                    | 2–6, 6–2, 6–4                    |
| 2004 | Mariano Zabaleta                 | Gastón Gaudio                    | 6–1, 4–6, 7–6(4)                 |
| 2003 | Mariano Zabaleta                 | Nicolás Lapentti                 | 6–3, 6–4                         |
| 2002 | Carlos Moyà                      | Younes El Aynaoui                | 6–3, 2–6, 7–5                    |
| 2001 | Andrea Gaudenzi                  | Bohdan Ulihrach                  | 7–5, 6–3                         |
| 2000 | Magnus Norman                    | Andreas Vinciguerra              | 6–1, 7–6(6)                      |
| 1999 | Juan Antonio Marín               | Andreas Vinciguerra              | 6–3, 7–6(4)                      |
| 1998 | Magnus Gustafsson                | Andrij Medvegyev                 | 6–2, 6–3                         |
| 1997 | Magnus Norman                    | Juan Antonio Marín               | 7–5, 6–2                         |
| 1996 | Magnus Gustafsson                | Andrij Medvegyev                 | 6–1, 6–3                         |
| 1995 | Fernando Meligeni                | Christian Ruud                   | 6–4, 6–4                         |
| 1994 | Bernd Karbacher                  | Horst Skoff                      | 6–4, 6–3                         |
| 1993 | Horst Skoff                      | Ronald Agenor                    | 7–5, 1–6, 6–0                    |
| 1992 | Magnus Gustafsson                | Tomás Carbonell                  | 5–7, 7–5, 6–4                    |
| 1991 | Magnus Gustafsson                | Alberto Mancini                  | 6–1, 6–2                         |
| 1990 | Richard Fromberg                 | Magnus Larsson                   | 6–2, 7–6                         |
| 1989 | Paolo Canè                       | Bruno Oresar                     | 7–6, 7–6                         |
| 1988 | Marcelo Filippini                | Francesco Cancellotti            | 2–6, 6–4, 6–4                    |
| 1987 | Joakim Nyström                   | Stefan Edberg                    | 4–6, 6–0, 6–3                    |
| 1986 | Emilio Sánchez                   | Mats Wilander                    | 7–6, 4–6, 6–4                    |
| 1985 | Mats Wilander                    | Stefan Edberg                    | 6–1, 6–0                         |
| 1984 | Henrik Sundström                 | Anders Järryd                    | 3–6, 7–5, 6–3                    |
| 1983 | Mats Wilander                    | Anders Järryd                    | 6–1, 6–2                         |
| 1982 | Mats Wilander                    | Henrik Sundström                 | 6–4, 6–4                         |
| 1981 | Thierry Tulasne                  | Anders Järryd                    | 6–2, 6–3                         |
| 1980 | Taróczy Balázs                   | Tony Giammalva                   | 6–3, 3–6, 7–6                    |
| 1979 | Björn Borg                       | Taróczy Balázs                   | 6–1, 7–5                         |
| 1978 | Björn Borg                       | Corrado Barazzutti               | 6–1, 6–2                         |
| 1977 | Corrado Barazzutti               | Taróczy Balázs                   | 7–6, 6–7, 6–2                    |
| 1976 | Antonio Zugarelli                | Corrado Barazzutti               | 4–6, 7–5, 6–2                    |
| 1975 | Manuel Orantes                   | José Higueras                    | 6–0, 6–3                         |
| 1974 | Björn Borg                       | Adriano Panatta                  | 6–3, 6–0, 6–7, 6–3               |
| 1973 | Stan Smith                       | Manuel Orantes                   | 6–4, 6–2, 7–6                    |
| 1972 | Manuel Orantes                   | Ilie Năstase                     | 6–4, 6–3, 6–1                    |
| 1971 | Ilie Năstase                     | Jan Leschly                      | 6–7, 6–2, 6–1, 6–4               |
| 1970 | Dick Crealy                      | Georges Goven                    | 6–3, 6–1, 6–1                    |
| 1969 | Manuel Santana                   | Ion Țiriac                       | 8–6, 6–4, 6–1                    |

### Női egyes
| Év                 | Győztes                          | Ellenfél a döntőben              | Eredmény a döntőben              |                   |
| ------------------ | -------------------------------- | -------------------------------- | -------------------------------- | ----------------- |
| 2025               | Elisabetta Cocciaretto           | Katarzyna Kawa                   | 6–3, 6–4                         |                   |
| 2024               | Martina Trevisan                 | Ann Li                           | 6–2, 6–2                         |                   |
| 2023               | Olga Danilović                   | Emma Navarro                     | 7–6(4), 3–6, 6–3                 |                   |
| 2022               | Jang Su-jeong                    | Rebeka Masarova                  | 3–6, 6–3, 6–1                    |                   |
| 2021               | Nuria Párrizas Díaz              | Volha Havarcova                  | 6–2, 6–2                         |                   |
| 2020               | Elmaradt a Covid19-járvány miatt | Elmaradt a Covid19-járvány miatt | Elmaradt a Covid19-járvány miatt |                   |
| 2019               | Doi Miszaki                      | Danka Kovinić                    | 6–4, 6–4                         |                   |
| ↑ WTA 125K torna ↑ |                                  |                                  |                                  |                   |
| 2018               | Nem rendezték meg                | Nem rendezték meg                | Nem rendezték meg                | Nem rendezték meg |
| 2017               | Kateřina Siniaková               | Caroline Wozniacki               | 6–3, 6–4                         |                   |
| 2016               | Laura Siegemund                  | Kateřina Siniaková               | 7–5, 6–1                         |                   |
| 2015               | Johanna Larsson                  | Mona Barthel                     | 6–3, 7–6(2)                      |                   |
| 2014               | Mona Barthel                     | Chanelle Scheepers               | 6–3, 7–6(3)                      |                   |
| 2013               | Serena Williams                  | Johanna Larsson                  | 6–4, 6–1                         |                   |
| 2012               | Polona Hercog                    | Mathilde Johansson               | 0–6, 6–4, 7–5                    |                   |
| 2011               | Polona Hercog                    | Johanna Larsson                  | 6–4, 7–5                         |                   |
| 2010               | Aravane Rezaï                    | Gisela Dulko                     | 6–3, 4–6, 6–4                    |                   |
| 2009               | María José Martínez Sánchez      | Caroline Wozniacki               | 7–5, 6–4                         |                   |

### Férfi páros (1969-től)
| Év   | Győztes                                | Ellenfél a döntőben                   | Eredmény a döntőben              |
| ---- | -------------------------------------- | ------------------------------------- | -------------------------------- |
| 2024 | Orlando Luz Rafael Matos               | Gregoire Jacq Manuel Guinard          | 7–5, 6–4                         |
| 2023 | Gonzalo Escobar Alekszandr Nedovjeszov | Francisco Cabral Rafael Matos         | 6–2, 6–2                         |
| 2022 | David Vega Hernández Rafael Matos      | Simone Bolelli Fabio Fognini          | 6–4, 3–6, [13–11]                |
| 2021 | Sander Arends David Pel                | Andre Begemann Albano Olivetti        | 6–4, 6–2                         |
| 2020 | Elmaradt a Covid19-járvány miatt       | Elmaradt a Covid19-járvány miatt      | Elmaradt a Covid19-járvány miatt |
| 2019 | Sander Gillé Joran Vliegen             | Federico Delbonis Horacio Zeballos    | 6–7(5–7), 7–5, [10–5]            |
| 2018 | Julio Peralta Horacio Zeballos         | Simone Bolelli Fabio Fognini          | 6–3, 6–4                         |
| 2017 | Julian Knowle Philipp Petzschner       | Sander Arends Matwé Middelkoop        | 6–2, 3–6, [10–7]                 |
| 2016 | Marcel Granollers David Marrero        | Marcus Daniell Marcelo Demoliner      | 6–2, 6–3                         |
| 2015 | Jérémy Chardy Łukasz Kubot             | Juan Sebastian Cabal Robert Farah     | 6–7(6), 6–3, [10–8]              |
| 2014 | Johan Brunström Nicholas Monroe        | Jérémy Chardy Oliver Marach           | 4–6, 7–6(5), [10–7]              |
| 2013 | Nicolas Monroe Simon Stadler           | Carlos Berlocq Albert Ramos           | 6–2, 3–6, [10–3]                 |
| 2012 | Robert Lindstedt Horia Tecău           | Alexander Peya Bruno Soares           | 6–3, 7–6(5)                      |
| 2011 | Robert Lindstedt Horia Tecău           | Simon Aspelin Andreas Siljeström      | 6–3, 6–3                         |
| 2010 | Robert Lindstedt Horia Tecău           | Andreas Seppi Simone Vagnozzi         | 6–4, 7–5                         |
| 2009 | Jaroslav Levinsky Filip Polasek        | Robert Lindstedt Robin Söderling      | 1–6, 6–3, [10–7]                 |
| 2008 | Jonas Björkman Robin Söderling         | Johan Brunström Jean-Julien Rojer     | 6–2, 6–2                         |
| 2007 | Simon Aspelin Julian Knowle            | Martín García Sebastián Prieto        | 6–2, 6–4                         |
| 2006 | Jonas Björkman Thomas Johansson        | Christopher Kas Oliver Marach         | 6–3, 4–6, [10–4]                 |
| 2005 | Jonas Björkman Joachim Johansson       | José Acasuso Sebastián Prieto         | 6–2 6–3                          |
| 2004 | Mahes Bhúpati Jonas Björkman           | Simon Aspelin Todd Perry              | 4–6, 7–6(2), 7–6(6)              |
| 2003 | Simon Aspelin Massimo Bertolini        | Lucas Arnold Mariano Hood             | 6–7(3), 6–0, 6–4                 |
| 2002 | Jonas Björkman Todd Woodbridge         | Paul Hanley Michael Hill              | 7–6(6), 6–4                      |
| 2001 | Karsten Braasch Jens Knippschild       | Simon Aspelin Andrew Kratzmann        | 7–6(3), 4–6, 7–6(5)              |
| 2000 | Nicklas Kulti Mikael Tillström         | Andrea Gaudenzi Diego Nargiso         | 4–6, 6–2, 6–3                    |
| 1999 | David Adams Jeff Tarango               | Nicklas Kulti Mikael Tillström        | 7–6(6), 6–4                      |
| 1998 | Magnus Gustafsson Magnus Larsson       | Lan Bale Piet Norval                  | 6–4, 6–2                         |
| 1997 | Nicklas Kulti Mikael Tillström         | Magnus Gustafsson Magnus Larsson      | 6–0, 6–3                         |
| 1996 | David Ekerot Jeff Tarango              | Joshua Eagle Peter Nyborg             | 6–4, 3–6, 6–4                    |
| 1995 | Jan Apell Jonas Björkman               | Jon Ireland Andrew Kratzmann          | 6–3, 6–0                         |
| 1994 | Jan Apell Jonas Björkman               | Nicklas Kulti Mikael Tillström        | 6–2, 6–3                         |
| 1993 | Henrik Holm Anders Järryd              | Brian Devening Tomas Nydahl           | 6–1, 3–6, 6–3                    |
| 1992 | Tomás Carbonell Christian Miniussi     | Christian Bergström Magnus Gustafsson | 6–4, 7–5                         |
| 1991 | Ronnie Bathman Rikard Bergh            | Magnus Gustafsson Anders Järryd       | 6–4, 6–4                         |
| 1990 | Ronnie Bathman Rikard Bergh            | Jan Gunnarsson Udo Riglewski          | 6–1, 6–4                         |
| 1989 | Per Henricsson Nicklas Utgren          | Josef Cihak Karel Novacek             | 7–5, 6–2                         |
| 1988 | Patrick Baur Udo Riglewski             | Stefan Edberg Nicklas Kroon           | 6–7, 6–1, 6–4                    |
| 1987 | Stefan Edberg Anders Järryd            | Emilio Sánchez Javier Sánchez         | 7–6, 6–3                         |
| 1986 | Sergio Casal Emilio Sánchez            | Craig Campbell Joey Rive              | 6–4, 6–2                         |
| 1985 | Stefan Edberg Anders Järryd            | Sergio Casal Emilio Sánchez           | 6–0, 7–6                         |
| 1984 | Jan Gunnarsson Michael Mortensen       | Juan Avendano Fernando Roese          | 6–0, 6–0                         |
| 1983 | Joakim Nyström Mats Wilander           | Anders Järryd Hans Simonsson          | 1–6, 7–6, 7–6                    |
| 1982 | Anders Järryd Hans Simonsson           | Joakim Nyström Mats Wilander          | 0–6, 6–3, 7–6                    |
| 1981 | Mark Edmondson John Fitzgerald         | Anders Järryd Hans Simonsson          | 2–6, 7–5, 6–0                    |
| 1980 | Heinz Günthardt Markus Günthardt       | John Feaver Peter McNamara            | 6–4, 6–4                         |
| 1979 | Heinz Günthardt Bob Hewitt             | Mark Edmondson John Marks             | 6–2, 6–2                         |
| 1978 | Bob Carmichael Mark Edmondson          | Szőke Péter Taróczy Balázs            | 7–5, 6–4                         |
| 1977 | Mark Edmondson John Marks              | Jean-Louis Haillet François Jauffret  | 6–4, 6–0                         |
| 1976 | Fred McNair Sherwood Stewart           | Wojtek Fibak Juan Gisbert             | 6–3, 6–4                         |
| 1975 | Ove Nils Bengtson Björn Borg           | Juan Gisbert Manuel Orantes           | 7–6, 7–5                         |
| 1974 | Paolo Bertolucci Adriano Panatta       | Ove Nils Bengtson Björn Borg          | 6–3, 2–6, 6–3                    |
| 1973 | Nikola Pilić Stan Smith                | Bob Carmichael Frew McMillan          | 2–6, 6–4, 6–4                    |
| 1972 | Nem rendezték meg.                     | Nem rendezték meg.                    | Nem rendezték meg.               |
| 1971 | Ilie Năstase Ion Țiriac                | Jaime Pinto-Bravo Butch Seewagen      | 7–6, 6–1                         |
| 1970 | Dick Crealy Allan Stone                | Željko Franulović Jan Kodeš           | 6–2, 2–6, 12–10                  |
| 1969 | Ilie Năstase Ion Țiriac                | Manuel Orantes Manuel Santana         | 6–3, 6–4                         |

### Női páros
| Év                 | Győztes                                            | Ellenfél a döntőben                                | Eredmény a döntőben              |                   |
| ------------------ | -------------------------------------------------- | -------------------------------------------------- | -------------------------------- | ----------------- |
| 2025               | Jesika Malečková Miriam Škoch                      | Irene Burillo Berfu Cengiz                         | 6–4, 6–3                         |                   |
| 2024               | Peangtarn Plipuech Tsao Chia-yi                    | María Lourdes Carlé Julia Riera                    | 7–5, 6–3                         |                   |
| 2023               | Irina Hromacsova Udvardy Panna                     | Hozumi Eri Jang Su-jeong                           | 4–6, 6–3, [10–5]                 |                   |
| 2022               | Doi Miszaki (2) Rebecca Peterson                   | Mihaela Buzărnescu Irina Hromacsova                | játék nélkül                     |                   |
| 2021               | Mirjam Björklund Leonie Küng                       | Tereza Mihalíková Kamilla Rahimova                 | 5–7, 6–3, [10–5]                 |                   |
| 2020               | Elmaradt a Covid19-járvány miatt                   | Elmaradt a Covid19-járvány miatt                   | Elmaradt a Covid19-járvány miatt |                   |
| 2019               | Doi Miszaki Natalja Vihljanceva                    | Alexa Guarachi Danka Kovinić                       | 7–5, 6–7(4), [10–7]              |                   |
| ↑ WTA 125K torna ↑ |                                                    |                                                    |                                  |                   |
| 2018               | Nem rendezték meg                                  | Nem rendezték meg                                  | Nem rendezték meg                | Nem rendezték meg |
| 2017               | Quirine Lemoine Arantxa Rus                        | María Irigoyen Barbora Krejčíková                  | 3–6, 6–3, [10–8]                 |                   |
| 2016               | Andreea Mitu Alicja Rosolska                       | Lesley Kerkhove Lidzija Marozava                   | 6–3, 7–5                         |                   |
| 2015               | Johanna Larsson Kiki Bertens                       | Tatjana Maria Olha Szavcsuk                        | 7–5, 6–4                         |                   |
| 2014               | Andreja Klepač María Teresa Torró Flor             | Jocelyn Rae Anna Smith                             | 6–1, 6–1                         |                   |
| 2013               | Anabel Medina Garrigues Klára Zakopalová           | Alexandra Dulgheru Flavia Pennetta                 | 6–1, 6–4                         |                   |
| 2012               | Catalina Castaño Mariana Duque Mariño              | Eva Hrdinová Mervana Jugić-Salkić                  | 4–6, 7–5, [10–5]                 |                   |
| 2011               | Lourdes Domínguez Lino María José Martínez Sánchez | Nuria Llagostera Vives Arantxa Parra Santonja      | 6–3, 6–3                         |                   |
| 2010               | Gisela Dulko Flavia Pennetta                       | Renata Voráčová Barbora Záhlavová-Strýcová         | 7–6(0), 6–0                      |                   |
| 2009               | Gisela Dulko Flavia Pennetta                       | Nuria Llagostera Vives María José Martínez Sánchez | 6–2, 0–6, [10–5]                 |                   |